# Groby
Groby är en by och en civil parish i Hinckley and Bosworth i Leicestershire i England. Orten har 7 389 invånare (2011). Byn nämndes i Domedagsboken (Domesday Book) år 1086, och kallades då Grobi.